# کشتی رلیف ایالات متحده (WLV-605)

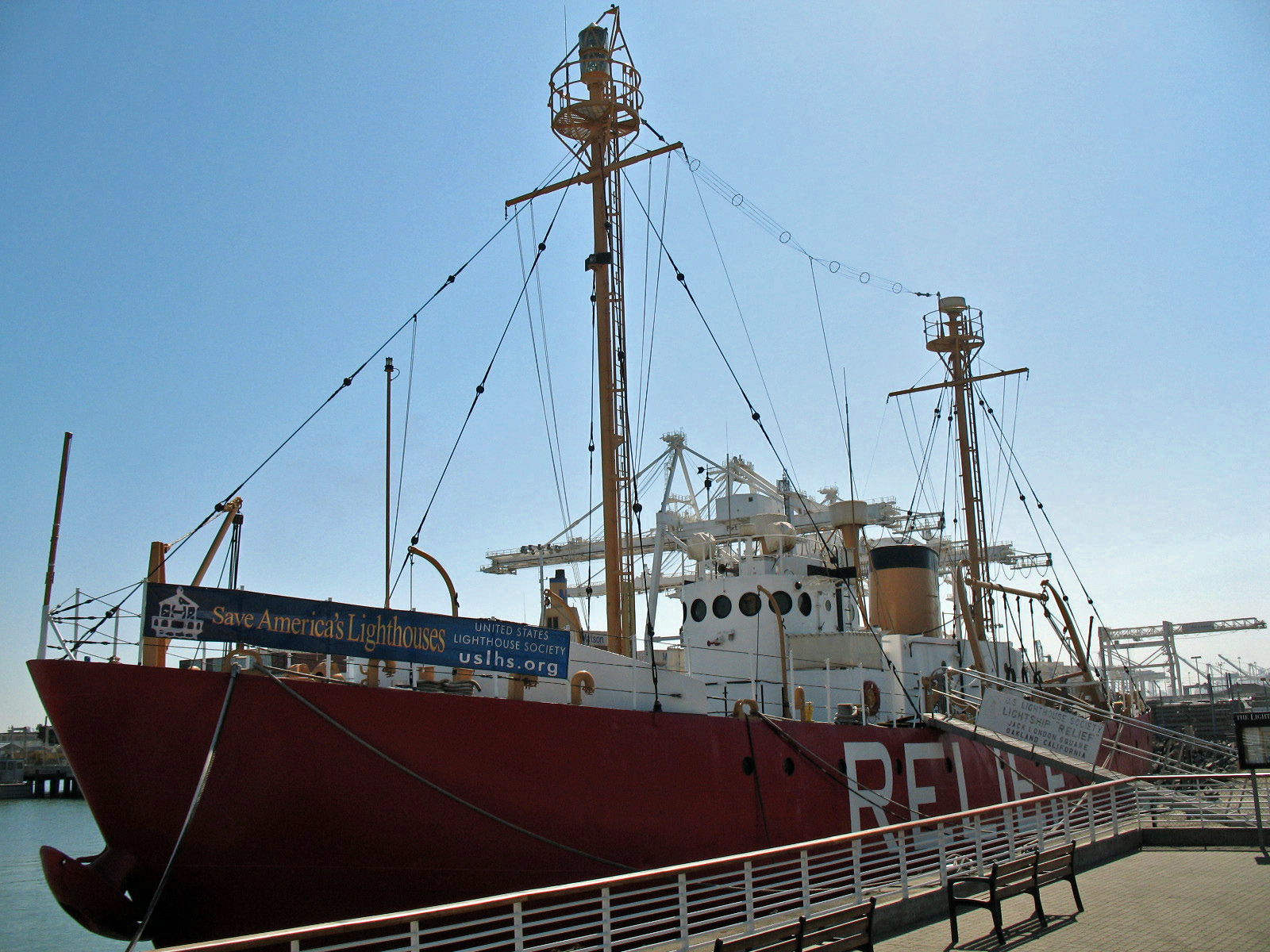

کشتی رلیف ایالات متحده (WLV-605) یک کشتی سبک است که اکنون به عنوان یک کشتی موزه در اوکلند، کالیفرنیا خدمت می‌کند. این کشتی در سال ۱۹۵۰ ساخته شد و یکی از معدود کشتی‌های سبک بازمانده ساخته شده برای گارد ساحلی ایالات متحده ساخته شده‌است. این کشتی در سال ۱۹۸۹ به عنوان یک بنای تاریخی ملی اعلام شد.